# Tempio del Sole di Konarak
Il Tempio del Sole è un edificio religioso risalente al XIII secolo che si trova nella città di Konark, nello stato di Orissa, in India. Il tempio venne costruito in onore dal re Narasimha Deva I della dinastia del Gange orientale intorno al 1250 d.C. Dedicato al dio del sole indù Surya, riflette l'apice dell'architettura kalingan e dell'eccellenza artistica. Ciò che rimane del complesso del tempio ha l'aspetto di un carro alto 30 metri con immense ruote e cavalli, tutti scolpiti nella pietra. Un tempo alto più di 61 metri, gran parte del tempio è ora in rovina, in particolare la grande torre shikara sopra il santuario. Le strutture e gli elementi sopravvissuti sono famosi per le loro intricate opere d'arte, iconografia e temi, tra cui scene erotiche di Kāma e mithuna. Chiamato anche Surya Devalaya, è una classica illustrazione dello stile architettonico dell'Odisha o architettura Kalinga.
La causa della distruzione del tempio di Konark non è chiara e rimane ancora fonte di controversie. Le teorie vanno dai danni naturali alla distruzione deliberata del tempio nel corso del saccheggio più volte effettuato da parte degli eserciti musulmani tra il XV e il XVII secolo.

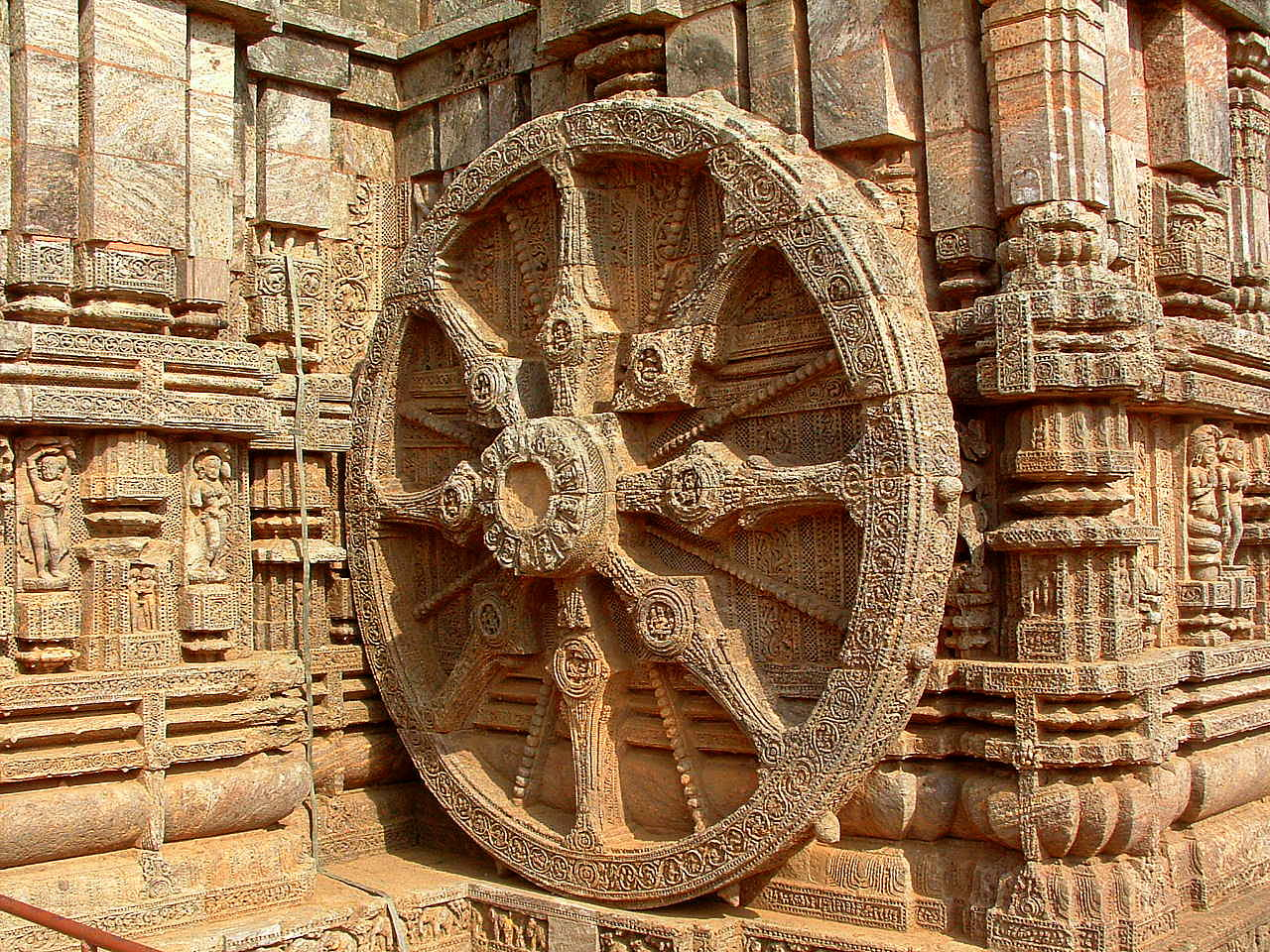
Una ruota di pietra incisa nelle pareti del tempio. Il tempio è progettato come un carro composto da 24 ruote di questo tipo.

Questo tempio era chiamato la "Pagoda Nera" nei resoconti dei marinai europei già nel 1676 perché sembrava una grande torre a più livelli che appariva nera. Allo stesso modo, il Tempio di Jagannath a Puri era chiamato la "Pagoda Bianca". Entrambi i templi servivano come importanti punti di riferimento per i marinai del Golfo del Bengala. Il tempio che esiste oggi è stato parzialmente restaurato dagli sforzi di conservazione dei team archeologici dell'era britannica dell'India. Dichiarata Patrimonio dell'Umanità dall'UNESCO nel 1984, rimane un importante luogo di pellegrinaggio per gli indù, che si riuniscono qui ogni anno per il Chandrabhaga Mela intorno al mese di febbraio.
Il Tempio del Sole di Konark è raffigurato sul retro della banconota indiana da 10 rupie per significare la sua importanza per il patrimonio culturale indiano.

## Etimologia

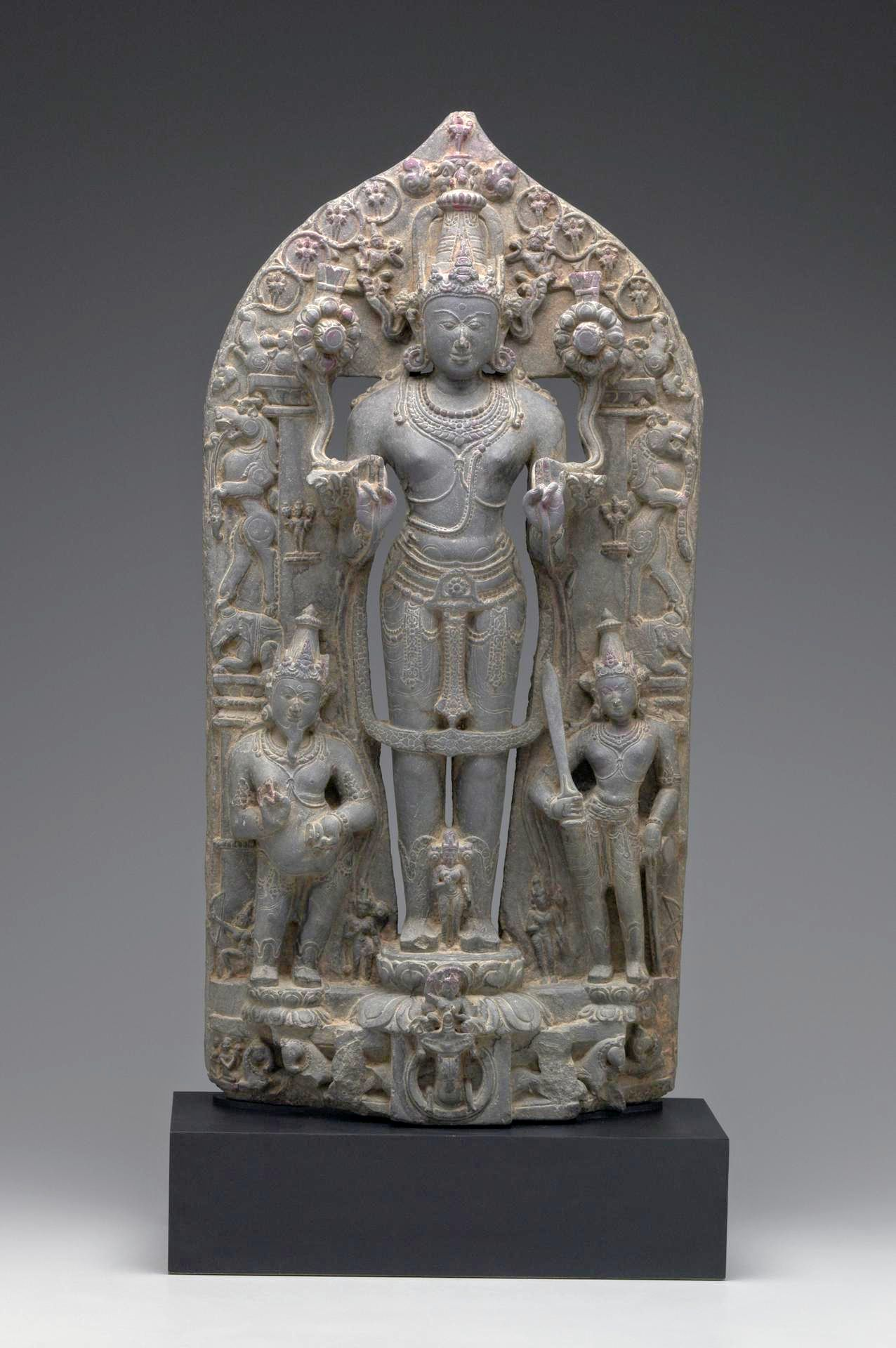
Acultura di Surya deva

Il nome Konark (Koṇarka) deriva dalla combinazione delle parole sanscrite Koṇa (angolo o angolo) e Arka (il sole). Il contesto del termine Kona non è chiaro, ma probabilmente si riferisce alla posizione sud-est di questo tempio all'interno di un complesso di templi più grande o in relazione ad altri templi del sole nel subcontinente. L'Arka si riferisce al dio del sole indù Surya.

## Posizione
Il tempio si trova in un villaggio omonimo (ora NAC Area) a circa 35 chilometri a nord-est di Puri e 65 chilometri a sud-est di Bhubaneswar, sulla costa del Golfo del Bengala nello stato indiano di Odisha. L'aeroporto più vicino è l'aeroporto Biju Patnaik di Bhubaneswar, Odisha. Sia Puri che Bhubaneswar sono importanti snodi ferroviari collegati dalle ferrovie indiane.

## Descrizione
Tempio del Sole di Konark fu costruito nel 1250 d.C. durante il regno del re del Gange Orientale Narasingha Deva I in pietra a forma di un gigantesco carro decorato dedicato al dio del Sole, Surya. Nell'iconografia vedica indù Surya è rappresentato mentre sorge a est e viaggia rapidamente attraverso il cielo in un carro trainato da sette cavalli. È descritto come una persona splendente in piedi che tiene un fiore di loto in entrambe le mani, cavalcando il carro guidato dall'auriga Aruna. I sette cavalli prendono il nome dai sette metri della prosodia sanscrita: Gayatri, Brihati, Ushnih, Jagati, Trishtubh, Anushtubh e Pankti. Ai lati di Surya ci sono due femmine che rappresentano le dee dell'alba, Usha e Pratyusha. Le dee vengono mostrate mentre scagliano frecce, un simbolo della loro iniziativa nello sfidare l'oscurità. Anche l'architettura è simbolica, con le dodici coppie di ruote del carro corrispondenti ai 12 mesi del calendario indù, ogni mese abbinato in due cicli (Shukla e Krishna).
Il tempio di Konark presenta questa iconografia su larga scala. Ha 24 ruote di pietra elaboratamente scolpite che hanno un diametro di quasi 3,7 m. e sono trainate da una serie di sette cavalli. Se visto dall'entroterra durante l'alba e l'alba, il tempio a forma di carro sembra emergere dalle profondità del mare blu portando il sole.

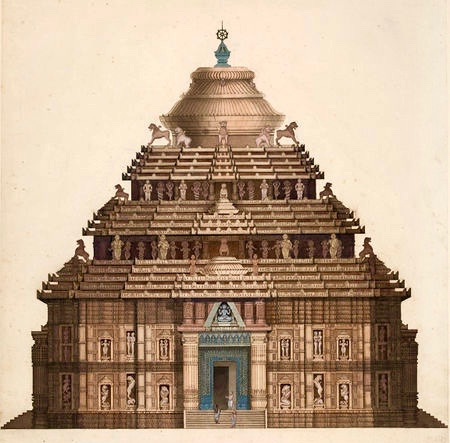
Disegno della porta est del mandapa e della terrazza Musicisti, 1822

La pianta del tempio include tutti gli elementi tradizionali di un tempio indù posto su una pianta quadrata. Secondo Kapila Vatsyayan, la pianta, così come la disposizione delle sculture e dei rilievi, seguono la geometria del quadrato e del cerchio, forme che si trovano nei testi di progettazione dei templi dell'Orissa come i Silpasarini. Questa struttura mandala informa i piani di altri templi indù in Orissa e altrove.
Il tempio principale di Konark, localmente chiamato deul, non esiste più. Era circondato da santuari sussidiari contenenti nicchie raffiguranti divinità indù, in particolare Surya in molti dei suoi aspetti. Il deul è stato costruito su un'alta terrazza. Il tempio era in origine un complesso costituito dal santuario principale, chiamato rekha deul, o bada deul (lett. grande santuario). Di fronte ad esso c'era il bhadra deul (lett. piccolo santuario), o jagamohana (lett. sala delle assemblee del popolo) (chiamato mandapa in altre parti dell'India). La piattaforma annessa era chiamata pida deul, che consisteva in un mandapa quadrato con un tetto piramidale. Tutte queste strutture erano quadrate al loro interno, e ognuna era ricoperta dal piano pancharatha contenente un esterno variegato. La proiezione centrale, chiamata raha, è più pronunciata rispetto alle proiezioni laterali, chiamate kanika-paga, uno stile che mira a un gioco di luce solare e ombra e aggiunge fascino visivo alla struttura durante il giorno. Il manuale di progettazione per questo stile si trova nel Silpa Sastra dell'antica Orissa.
Due volte più larghe che alte, le pareti del jagamohana sono alte 30 metri. La struttura superstite ha tre ordini di sei pidas ciascuno. Questi diminuiscono in modo incrementale e ripetono i modelli inferiori. Le pidas sono divise in terrazze. Su ognuna di queste terrazze si ergono statue di figure di musicisti. Il tempio principale e il portico jagamohana sono costituiti da quattro zone principali: la piattaforma, il muro, il tronco e la testa di coronamento chiamata mastaka. I primi tre sono quadrati mentre il mastaka è circolare. Il tempio principale e il jagamohana differivano per dimensioni, temi decorativi e design. Era il tronco principale del tempio, chiamato gandhi nei testi medievali di architettura indù, che è stato rovinato molto tempo fa. Il santuario del tempio principale è ora senza tetto e la maggior parte delle parti originali.
Sul lato est del tempio principale si trova il Nata mandira (lett. tempio della danza). Si erge su un'alta piattaforma finemente intagliata. Il rilievo sulla piattaforma è simile nello stile a quello che si trova sulle pareti superstiti del tempio. Secondo i testi storici, c'era uno stambha di Aruna (lett. pilastro di Aruna) tra il tempio principale e il mandira di Nata, ma non è più lì perché è stato spostato al Jagannatha a Puri in qualche momento durante la travagliata storia di questo tempio. Secondo Harle, i testi suggeriscono che originariamente il complesso era racchiuso all'interno di un muro di 264 m. per 160 m. con porte su tre lati.
Il tempio del sole era realizzato con tre tipi di pietra. La clorite è stata utilizzata per l'architrave, i telai delle porte e per alcune sculture. La laterite è stata usata per il nucleo della piattaforma e le scale vicino alle fondamenta. Il khondalite era utilizzato per altre parti del tempio. Secondo Mitra, la pietra Khondalite si deteriora più velocemente nel tempo, e questo potrebbe aver contribuito all'erosione e accelerato i danni quando parti dei templi sono state distrutte. Nessuna di queste pietre si trova naturalmente nelle vicinanze, e gli architetti e gli artigiani devono aver procurato e spostato le pietre da fonti lontane, probabilmente utilizzando i fiumi e i canali d'acqua vicino al sito. I muratori crearono quindi il bugnato, in cui le pietre venivano lucidate e rifinite in modo da rendere le giunzioni poco visibili.
Il tempio originale aveva un sanctum sanctorum principale (vimana), che si stima fosse alto 70 metri. Il vimana principale cadde nel 1837. La sala principale delle udienze mandapa (jagamohana), che è alta circa 39 metri, è ancora in piedi ed è la struttura principale delle rovine sopravvissute. Tra le strutture sopravvissute fino ai giorni nostri ci sono la sala da ballo (Nata mandira) e la sala da pranzo (Bhoga manda). 

## Rilievi e sculture

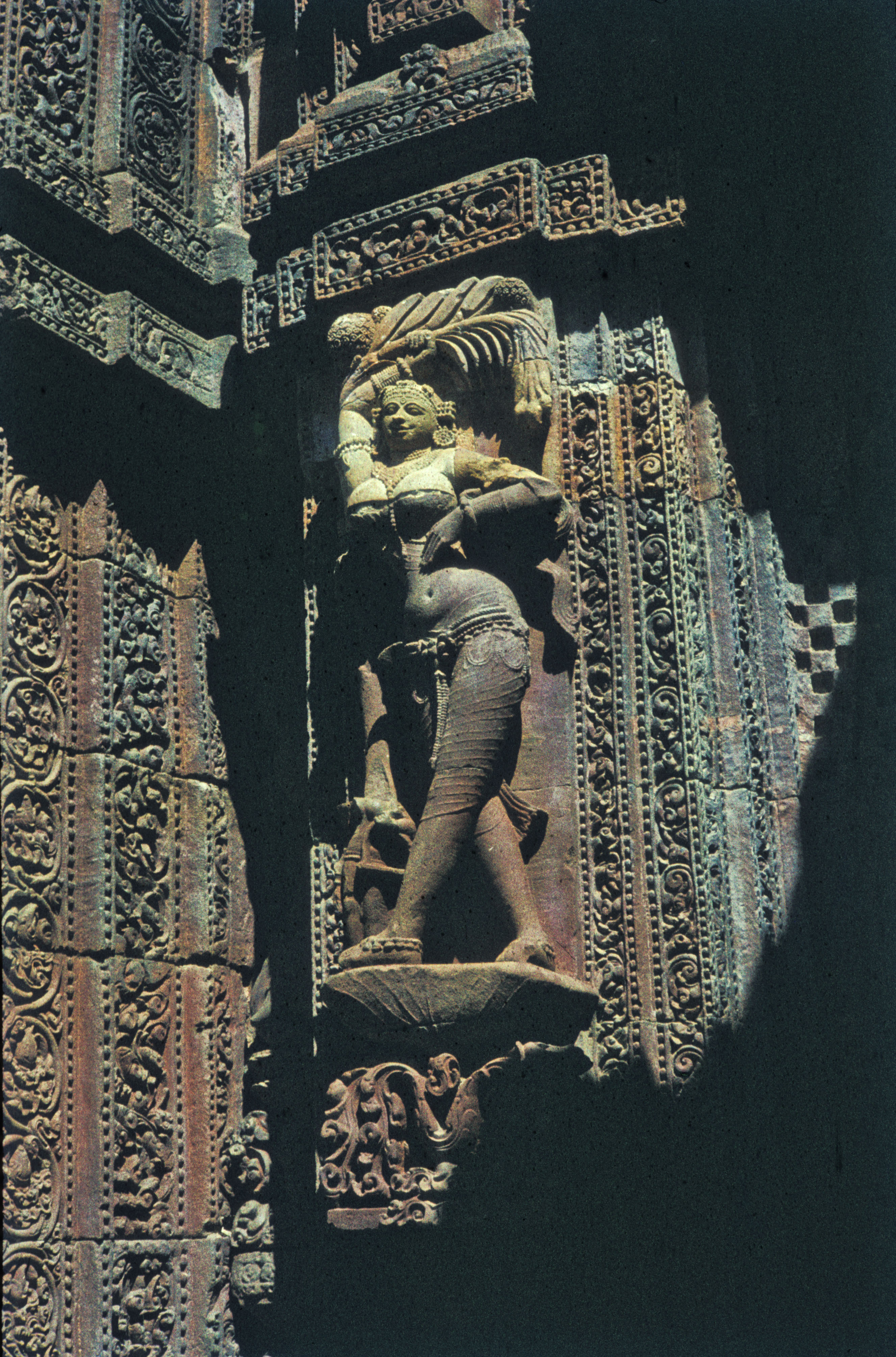
Una giovane donna

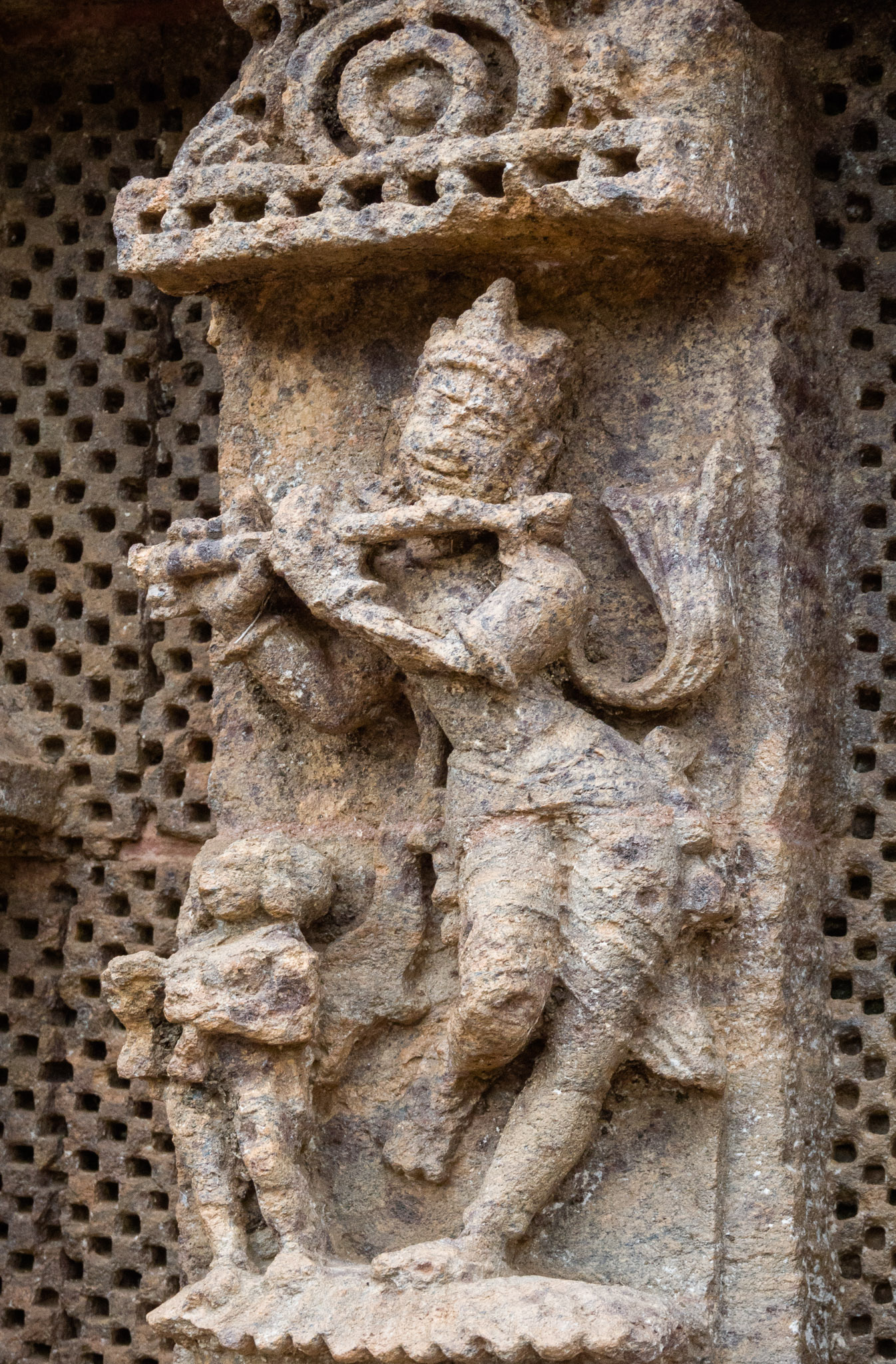
Un flautista

Le pareti del tempio, dalla base del tempio fino agli elementi di coronamento, sono ornate con rilievi, molti rifiniti con dettagli in miniatura di qualità gioielliera. Le terrazze contengono statue in pietra di musicisti maschi e femmine che tengono in mano vari strumenti musicali tra cui la vina, la mardala, il gini. Altre importanti opere d'arte includono sculture di divinità indù, apsaras e immagini della vita quotidiana e della cultura del popolo (scene di artha e dharma), vari animali, creature acquatiche, uccelli, creature leggendarie, e fregi che narrano i testi indù. Gli intagli includono motivi geometrici puramente decorativi e motivi vegetali. Alcuni pannelli mostrano immagini della vita del re, come quella che lo mostra mentre riceve consigli da un guru, in cui gli artisti ritraggono simbolicamente il re come molto più piccolo del guru, con la spada del re appoggiata a terra accanto a lui.
Lo strato di upana (modellatura) nella parte inferiore della piattaforma contiene fregi di elefanti, soldati in marcia, musicisti e immagini che raffigurano la vita secolare del popolo, tra cui scene di caccia, una carovana di animali domestici, persone che trasportano provviste sulla testa o con l'aiuto di un carro trainato da buoi, viaggiatori che preparano un pasto lungo il ciglio della strada e processioni festive. Su altre pareti si trovano immagini che raffigurano la vita quotidiana dell'élite e della gente comune. Ad esempio, le ragazze vengono mostrate mentre si torcono i capelli bagnati, stanno vicino a un albero, guardano da una finestra, giocano con gli animali domestici, si truccano guardandosi allo specchio, suonano strumenti musicali come la vina, scacciano una scimmia che cerca di strappare oggetti, una famiglia che si congeda dall'anziana nonna che sembra vestita per un pellegrinaggio, una madre che benedice suo figlio, un insegnante con gli studenti, uno yogi durante un'asana in piedi, un guerriero che viene salutato con un namaste, una madre con suo figlio, una vecchia con un bastone da passeggio e una ciotola in mano, personaggi comici, tra gli altri.
Il tempio di Konark è noto anche per le sue sculture erotiche di maithuna. Questi mostrano coppie in vari stadi di corteggiamento e intimità, e in alcuni casi temi coitali. Famose in epoca coloniale per la loro disinibita celebrazione della sessualità, queste immagini sono incluse in altri aspetti della vita umana e nelle divinità tipicamente associate al tantra. Ciò ha portato alcuni a proporre che le sculture erotiche siano legate alla tradizione del vama marga (tantra della mano sinistra). Tuttavia, questo non è supportato da fonti letterarie locali, e queste immagini potrebbero essere le stesse scene di kama e mithuna che si trovano integrate nell'arte di molti templi indù. Le sculture erotiche si trovano sullo Shikhara del tempio, e queste illustrano tutti i bandha (forme di mudra) descritti nel Kamasutra.
Altre grandi sculture facevano parte delle porte del complesso del tempio. Questi includono leoni a grandezza naturale che sottomettono gli elefanti, elefanti che sottomettono i demoni e cavalli. Un grande pilastro dedicato ad Aruna, chiamato Aruna Stambha, si trovava di fronte alle scale orientali del portico. Anche questo è stato intagliato in modo intricato con fregi e motivi orizzontali. Ora si trova di fronte al tempio Jagannatha a Puri. 